# Kurt Elling

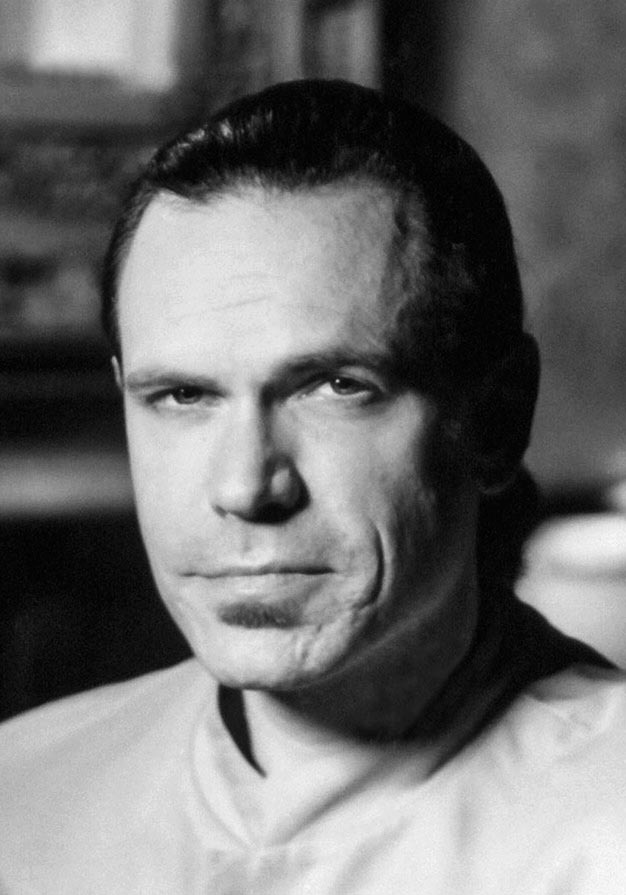
Kurt Elling (2004)

Kurt August Elling (* 2. November 1967 in Chicago) ist ein US-amerikanischer Jazzsänger (Bariton). 2010 und 2021 wurde er jeweils mit einem Grammy Award ausgezeichnet.

## Leben
Elling erhielt seine künstlerische Ausbildung an renommierten Instituten wie dem Gustavus Adolphus College in St. Peter (Minnesota) und der Divinity School der University of Chicago. Seinem ausgeprägten Interesse an Literatur ist auch Ellings künstlerisches Markenzeichen geschuldet: Ellings anspruchsvolle Texte zu „schwierigen“, häufig recht unsanglichen Kompositionen moderner Jazz-Instrumentalisten wie John Coltrane, Wayne Shorter und Vince Mendoza wurden von Kritikern bei Rezensionen immer wieder besonders hervorgehoben.
Elling beeindruckt sein Publikum auch durch die stilistische Vielfalt seiner Live-Konzerte und Studioproduktionen, so trägt er bebop heads im Stile von Mark Murphy ebenso vor wie Blues und Beat Poetry. Er verbindet bei seiner Interpretation klassischer Jazzstandards Elemente des so genannten crooning mit abstrakten Vokal-Improvisationen. Ein typisches Beispiel hierfür bietet etwa seine Version von My Foolish Heart (auf Live in Chicago, 2000), in der Elling diese wohlbekannte Jazz-Ballade mit einer ausgedehnten modalen Gesangsimprovisation über einen Text des spanischen Mystikers Johannes vom Kreuz koppelt.
Feste Mitglieder seines Trios sind der Pianist Laurence Hobgood und der Kontrabassist Rob Amster, während die Besetzung des Schlagzeugers (u. a. Paul Wertico) in den letzten Jahren mehrfach wechselte. Seit ihrem Bestehen hat die Band mehrere international erfolgreiche Alben für das renommierte Label Blue Note Records, seit 2007 auch für Concord Music Group eingespielt. Den Critics’ poll der Zeitschriften Down Beat und Jazz Times gewann Elling mehrfach in der Kategorie „Sänger“. Mittlerweile ist er auch Mitglied der National Academy of Recording Arts and Sciences, der Institution, die alljährlich die Grammys vergibt. Den Grammy Award 2010 für das beste Vokalalbum erhielt er für Dedicated to You: Kurt Elling Sings the Music of Coltrane And Hartman. Ende 2012 wurde sein Album 1619 Broadway: The Brill Building Project  für den Grammy Award in der Kategorie Best Jazz Vocal Album nominiert. Sein Album Secrets Are the Best Stories wurde bei den Grammy Awards 2021 als bestes Jazzgesangs-Album ausgezeichnet. Das Album SuperBlue: The Iridescent Spree von Kurt Elling, Charlie Hunter und SuperBlue erhielt eine Nominierung für die Grammy Awards 2024 in der Kategorie Best Alternative Jazz Album.
Seit 2008 lebt und arbeitet Elling in New York City, hat aber nach wie vor starke Beziehungen zu Strukturen um Musiker in seiner Heimatstadt Chicago, so dass er dort zur Szene gezählt wird und häufig auftritt.

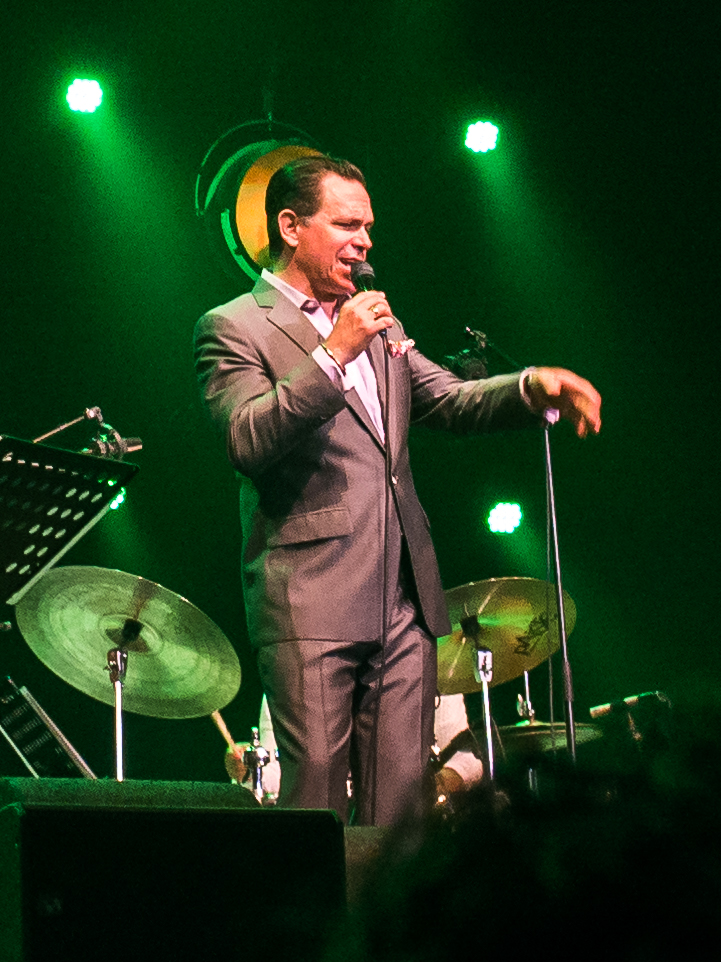
Kurt Elling auf dem North Sea Jazz Festival, Rotterdam 2015

## Diskographie
Alben bei Blue Note:
- 1995 – Close Your Eyes
- 1997 – The Messenger
- 1998 – This Time It’s Love
- 2000 – Live in Chicago
- 2000 – Live in Chicago – Out Takes
- 2001 – Flirting with Twilight
- 2003 – Man in the Air

Alben bei Concord Music Group:
- 2007 – Nightmoves
- 2009 – Dedicated to You
- 2011 – The Gate
- 2012 – 1619 Broadway: The Brill Building Project
- 2015 – Passion World

Alben bei OKeh Records:
- 2016 – The Beautiful Day: Kurt Elling Sings Christmas
- 2018 – The Questions

Alben bei Edition Records:
- 2020 – Secrets Are the Best Stories
- 2022 – SuperBlue – The London Sessions[4]